# ایلاس ماریاس
ایلاس ماریاس (به اسپانیایی: Islas Marías) یک مجمع‌الجزایر در مکزیک است که در نایاریت واقع شده‌است. ایلاس ماریاس ۱٬۱۱۶ نفر جمعیت دارد و ۶۱۶ متر بالاتر از سطح دریا واقع شده‌است.